# 人工心臟

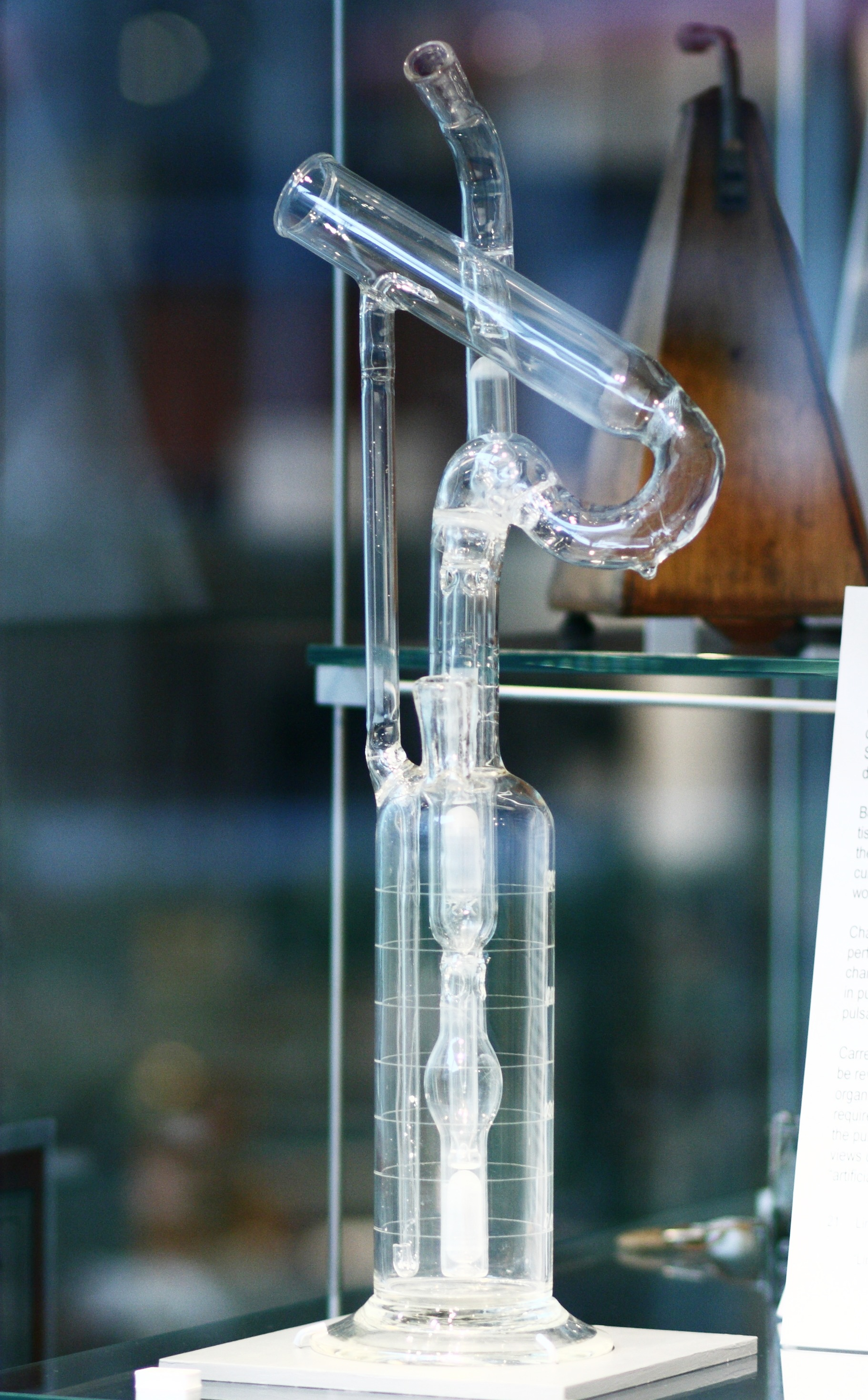
查爾斯·林白的回流泵，可說是早期人工心臟的雛型

人工心臟（英語：artificial heart），是在解剖學、生理學上代替人體因重症而喪失功能不可修復之心臟的一種人工臟器，共分為輔助人工心臟和完全人工心臟。

## 实验阶段
- 1967年，克劳馥（英语：Willem Johan Kolff）医生在犹他州大学建立了人工器官学院。在那里，他进行了应用在动物身上的人工器官实验。
- 1973年，托尼羊使用克劳馥医生發明的人工心脏存活了30天。
- 1975年，一只公牛使用人工心脏存活了90天。
- 1976年，阿贝羊使用Jarvik 5人工心脏存活了184天。
- 1981年，坦尼孙爵士羊使用Jarvik 5人工心脏存活了268天。

## 运用阶段
根據2013年12月20日的一份電子報（Carmat），法國巴黎喬治·龐畢度歐洲醫院的醫療團隊在2013年12月18日首度為一位75歲的病人執行人工心臟的植入。病人在手術後存活了75天才過世。